# Natyrbowo
Natyrbowo (russisch Натырбово) ist ein Dorf (selo) in Südrussland. Es gehört zur Republik Adygeja und hat 3064 Einwohner (Stand 2019). Im Ort gibt es 26 Straßen.

## Geographie
Das Dorf liegt am linken Ufer der Laba, 23 km südlich des Dorfes Koschechabl. Rodnikowskaja ist der nächstgelegene ländliche Ort.